# Faktalink
Faktalink er en digital artikelsamling (database) med en række faglige artikler om historiske og samfundsfaglige emner, der især er skrevet med gymnasier, HF og folkeskolens ældste elever som målgruppe. Webstedet er oprettet og ejes af DBC Digital A/S (tidligere kaldt Bibliotekscentralen), et offentligt ejet aktieselskab, som producerer bibliografiske data og informationsydelser til de danske biblioteker. Adgang til artiklerne sker typisk ved login via et folkebibliotek eller en uddannelsesinstitution. 

## Historie
Faktalink startede i 1996, hvor databasen kun kunne benyttes på de danske skole- og folkebiblioteker. I 2002 blev der givet almindelig offentlig adgang for alle via internettet, for en betaling på 20 kroner pr. opslag. På det tidspunkt rummede sitet ca. 160 temaer.

## Indhold
Samlingen opfatter pr. december 2023 ca. 600 artikler og temaer indenfor emner som bl.a. sport, kultur, historie, politik og medier. I december 2023 var de fire mest læste temaer Israel-Palæstina-konflikten, Verdensreligioner, 2. Verdenskrig og De syv dødssynder.
Antallet af artikler opdateres og øges løbende. Artiklerne er opbygget efter en fast struktur, som blandt andet indebærer, at de starter med en sammenfattende indledning, hvorefter der fyldes flere lag på. Artiklerne er forsynet med tydelige kildeangivelser til, hvor forfatterne har deres oplysninger fra. Det er også intentionen, at stedet kan bruges som arbejdsredskab for undervisere, bibliotekarer, studerende, journalister og researchere, der har behov for at sætte sig ind i et emne og få kendskab til relevant uddybende litteratur om emnet.

## Faktalink light
På sitet findes også en artikelsamling med kortere og mere letlæst indhold, kaldet Faktalink light. Målgruppen for disse er grundskoleelever på mellemtrinnet (10-12-årige elever) samt personer, der ikke er rutinerede læsere på dansk, fx sprogskolekursister. Der findes pr. december 2023 ca. 65 Faktalink light-artikler.